# جوزف کافمن
جوزف کافمن (انگلیسی: Joseph Kaufman؛ ۱۸۸۲ – ۱ فوریه ۱۹۱۸) بازیگر و کارگردان فیلم اهل ایالات متحده آمریکا بود.
او دانش‌آموختهٔ دانشگاه جرج‌تاون بود و در دوران سینمای صامت و در خلال جنگ جهانی اول فعالیت و شهرت داشت و در مراحل اولیهٔ همه‌گیری ۱۹۱۸ آنفلوانزای اسپانیایی درگذشت.
از فیلم‌ها یا مجموعه‌های تلویزیونی که وی در آن‌ها نقش داشته است، می‌توان به آمازون‌ها و غزل غزل‌ها اشاره نمود.